# ブルツェンラント

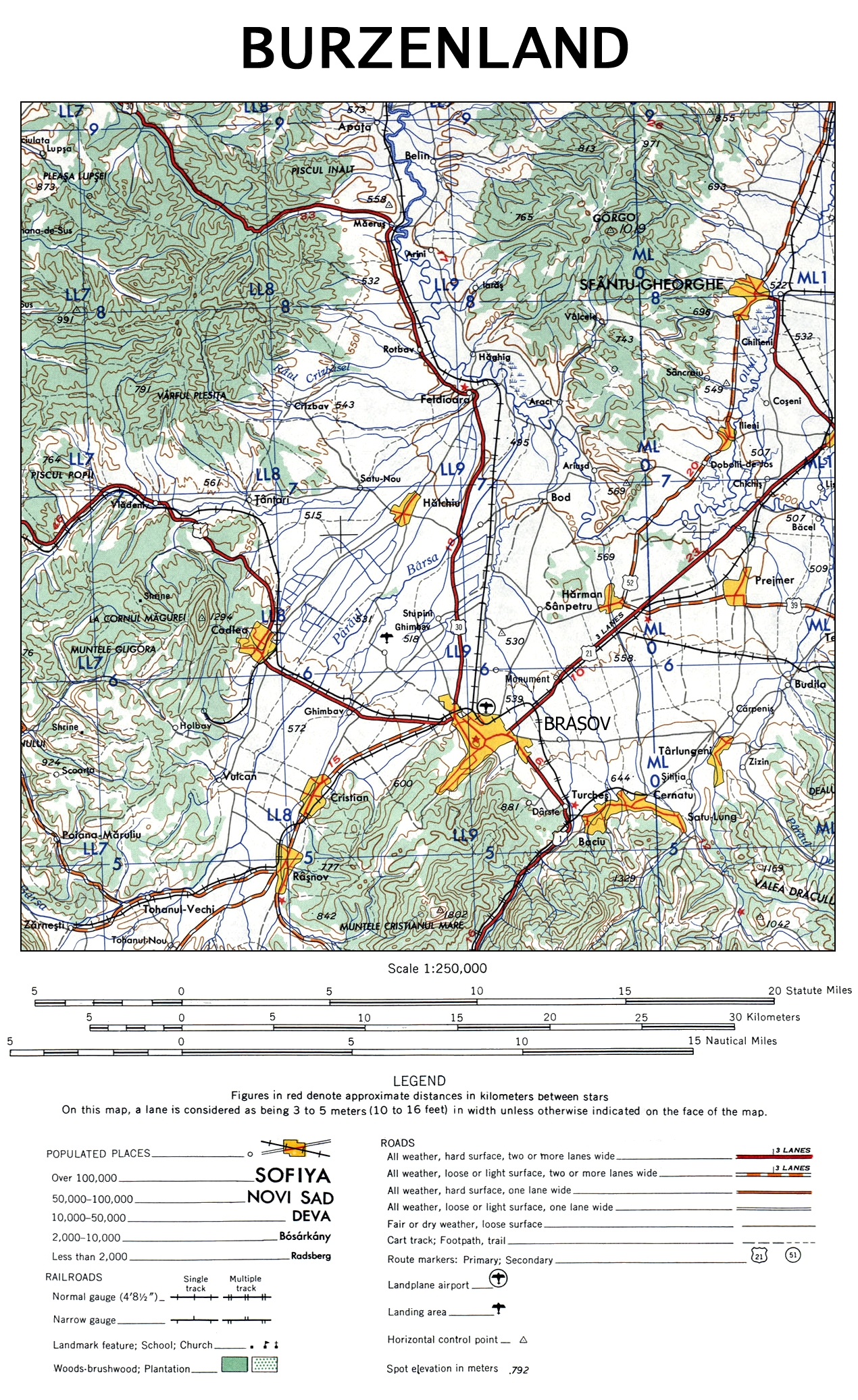
ブルツェンラントの地図

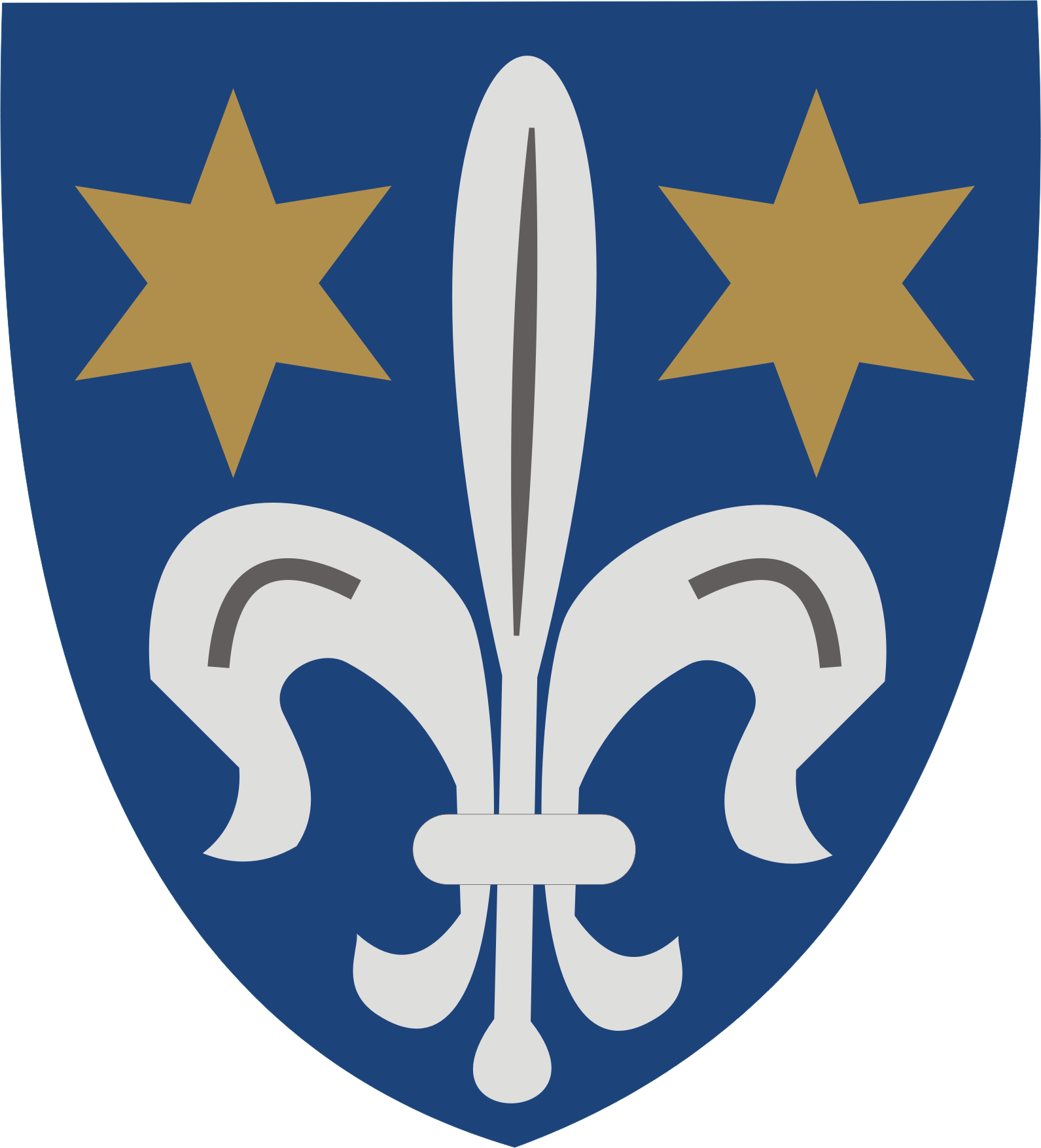
ブルツェンラントの紋章

ブルツェンラント （ドイツ語: Burzenland,  発音）もしくはツァラ・ブルセイ（ルーマニア語: Țara Bârsei）、バルツァシャーグ（ハンガリー語: Barcaság）は、トランシルヴァニア（現ルーマニア北西部）の南東部の、ルーマニア人、ドイツ人、ハンガリー人が混在している地域を指す歴史的・民族誌的名称である。

## 地理
ブルツェンラントはトランシルヴァニアアルプス山脈中にあり、おおまかに北はアパツァ、南西はブラン、東はプレジュメルといった範囲を指す。中心都市はブラショヴである。ブルツェンラントという名称は、オルト川の支流ブルサ川から取られたものである。ルーマニア語のブルサ（bârsă）という語は、ダキア語に起源を持つとされている。

## 歴史

### 中世
考古学的調査により、この地域にドイツ人の入植が始まった時期は12世紀中盤、ハンガリー王ゲーザ2世の治世であったとされている。文献上の記録としては、1192年に「テッラ・ボッツァ」（terra Bozza）がドイツ人の入植地 (Theutonici)として記録されたのが最初である。

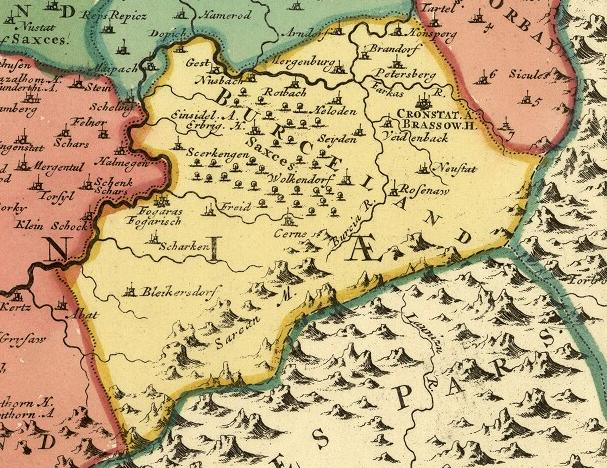
18世紀前半のブルツェンラントの地図。現在のブラショヴは、ドイツ語とハンガリー語で「クローンシュタット（Cronstadt）」「ブラッショヴ(Brassow)」と記されている。

1211年、ハンガリー王アンドラーシュ2世がドイツ騎士団に、東方から侵入してくる遊牧民クマン人から王国を防衛する任の見返りとしてこの地域を与えた。ハンガリー王は貨幣鋳造権と未発見の金鉱・銀鉱の所有を主張する権利を留保する一方で、ドイツ騎士団には市場設営権と裁判権を与え、また租税や通行税も免除した。ドイツ騎士団は木と土で出来た砦群と、5つの城塞 (ラテン語: quinque castra fortia)マリーエンブルク、シュヴァルツェンブルク、ローゼナウ、クロイツブルク、クローンシュタットを建設した。その一部は石造であった。この騎士修道会は、クマン人の脅威をよく抑えた。また神聖ローマ帝国からも多くのドイツ人が入植し（トランシルヴァニア・ザクセン人）、要塞や入植地の周辺に農場や村を建設した。後にハンガリー王とドイツ騎士団の間でブルツェンラントをめぐる対立が起こった頃には、既に居住者がいた。一部の中世の文献は、この地域が無人であると記述しているが、これは現代の学者の考古学的調査や文研研究により否定されている。土地が豊かであったこともドイツからの移民を加速させた。
|  |  |  |  |
|  |  |  |  |
|  |  |  |  |
|  |  |  |  |
|  |  |  |  |

ドイツ騎士団は地元の聖職者を無視した行動を続けていたが、これが先住のハンガリー貴族の怒りを買った。王太子ベーラ（後のベーラ4世）を中心に、ハンガリー貴族は第5回十字軍から帰ってきたアンドラーシュ2世に対し、ドイツ騎士団を追放するよう圧力をかけた。これに対し、ドイツ騎士団総長ヘルマン・フォン・ザルツァは王と距離を取り、教皇に接近した。1225年、アンドラーシュ2世は軍を率いてドイツ騎士団を強制退去させた。教皇ホノリウス3世が抗議したものの、効果は無かった。こうしたハンガリーでの混乱と失地により、ヘルマン・フォン・ザルツァはプロイセン十字軍に活躍の場を求め、後のプロイセンへの騎士団移転の原因となった。
12世紀から13世紀にかけてのハンガリー王は、ドイツ人のみならずセーケイ人やペチェネグ人にもブルツェンラントに入植させた。この時期についての考古学的調査によればルーマニア人も多くここに住んでおり、後にシェイィ・ブラショヴルィ（現：ブラショヴの一部）、サトゥルング、バチウ、チェルナトゥ、トゥルチェシュ（現：サチェレの一部）として知られる村々を建設した。13世紀後半の時点では、ルーマニア人の居住は2つの文献、それぞれブラン（1252年）とトハニ（1294年）しか報告されていないが、15世紀後半ではブランの9つの村のうち7つがルーマニア人の村(villae valachicales, Bleschdörfer)で、2つだけがドイツ人の村とされている。
1429年のルツク会議において、神聖ローマ皇帝・ハンガリー王ジギスムントが、この地域における対オスマン帝国防衛にドイツ騎士団をあてることを提案した。既にプロイセンに移転していたドイツ騎士団からクラウス・フォン・ラデヴィッツ率いる分遣隊が派遣され、1432年にオスマン帝国の侵攻をうけて半数の騎士が殺されるまでブルツェンラントに駐留した。

### 近現代
ブルツェンラントには、入植したドイツ人の末裔であるトランシルヴァニア・ザクセン人が20世紀までそのまま残っていた。そのほとんどは1976年以降、ルーマニア社会主義共和国政府の承認のもとで、西ドイツに移民した。ただトランシルヴァニアに残った者もおり、2014年にルーマニア大統領に就任したクラウス・ヨハニスはトランシルヴァニア・ザクセン人である。

## 都市

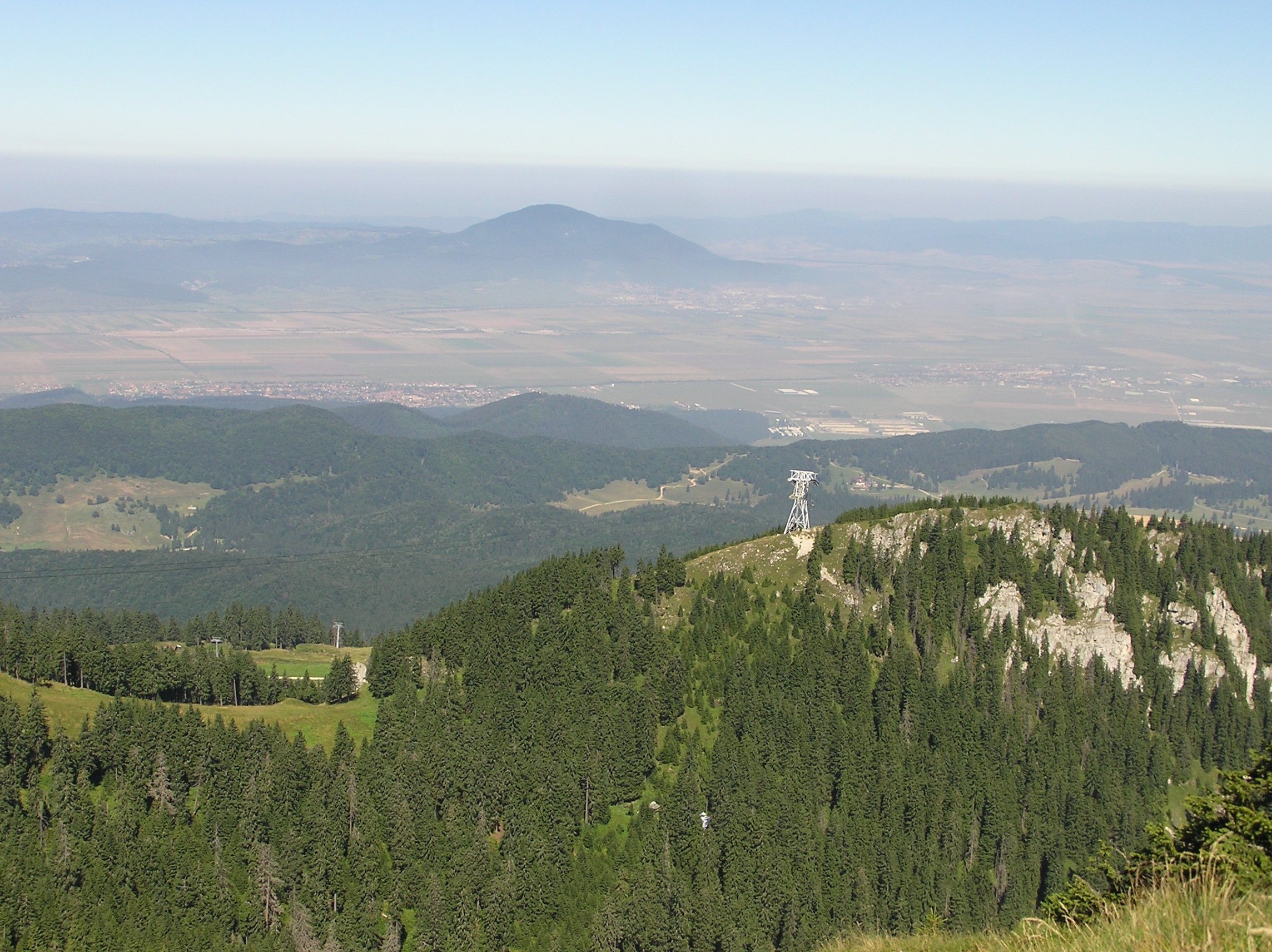
ポスタヴァル山塊の頂からブルツェンラントの一部を望む。右手にギンバヴが、中央奥にマグラ・コドレイ山が、その右手前にコドレアの町が見える。画面外の右側にブラショヴがある。

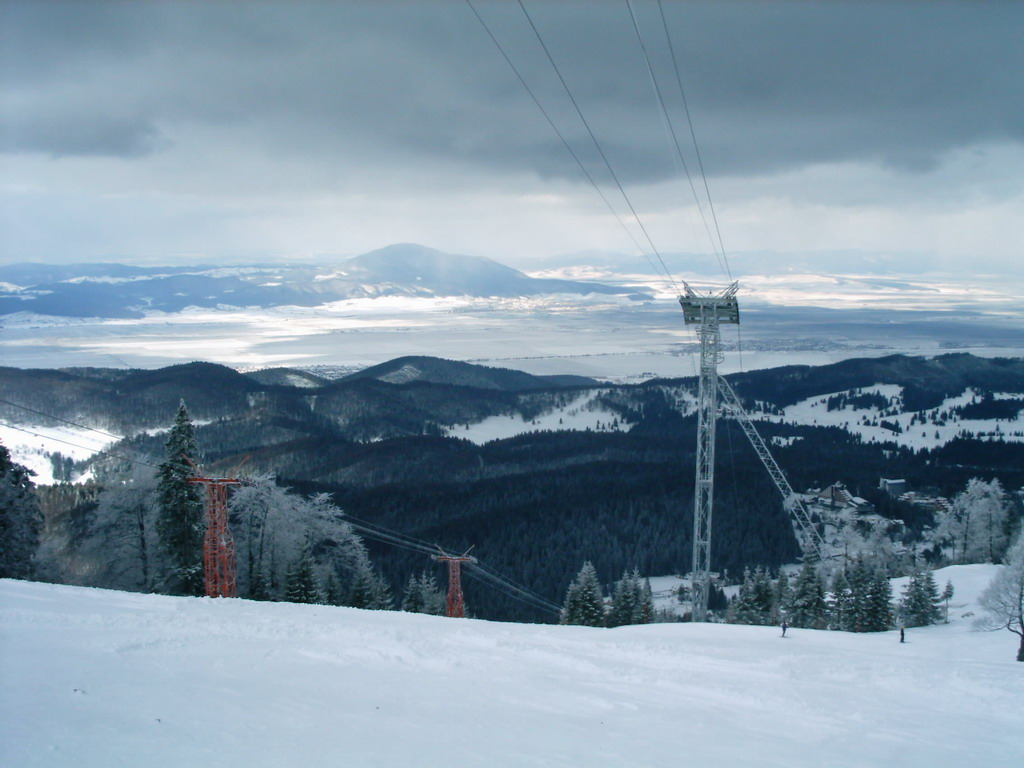
ほぼ同じ場所から冬に撮った風景。

以下に挙げる都市は、最初にルーマニア語名を記し、括弧内に順にドイツ語名、ハンガリー語名を記す。
- アパツァ（ガイスト、アパーツァ）
- ボド（ブレンドルフ、ボトファルヴァ）
- ブラン（テルツブルク、テルツシュヴァール）
- ブラショヴ（クローンシュタット、ブラッショー）
- コドレア（ツァイデン、フェケテハロム）
- クリスティアン（ノイシュタット、ケレステーニファルヴァ）
- クリズバヴ（クレープスバッハ、クリズバ）
- ドゥムブラヴィツァ（シュナケンドルフ、スニョグセク）
- フェルディオアラ（マリーエンブルク、フルドヴァール）
- ギンバヴ（ヴァイデンバッハ、ヴィドンバーク）
- ハルキウ（ヘルツドルフ、フルトゥヴェーニ）
- ハルマン（ホーニヒベルク、サースヘルマーニ）
- マイエルシュ（ヌスバッハ、サースマジャローシュ）
- ネムサ（ニュンプツ、ニメシュ、ネメシュ）
- プレジュメル（タルトラウ、プラージュマル）
- ルシュノヴ（ローゼナウ、バルツァロジュニョー）
- ロトバヴ（ロートバッハ、サースヴェレシュマルト）
- サケレ（ジーベンデルファー、セツセイエヴァーロシュ / ネージファル）
- スンペトル（ペータースベルク、バルツァセントペーテル）
- セルカイア (シルカニエン、サールカーニ）
- ヴルカン（ヴォルケンドルフ、サースヴォルカーニ）
- ザルネシュティ（ツェルネシュト、ゼルネスト）